# 熱海モノレール
熱海モノレール（あたみモノレール）とは、かつて熱海駅 - アタミロープウェイ乗り場間、もしくは熱海第一ビル地下 - 熱海港間を結ぶ路線として計画されたモノレールを運行する目的で設立された鉄道会社。東京モノレールや日立製作所が関わっていて、日立アルヴェーグ式モノレールの使用が予定されていたが、実現せず未成線となった。

## 経緯

### 計画の背景
東海道本線開通以前の熱海は海岸沿いの湯治場に過ぎなかったが、開通後は首都圏からの観光地として成長し、昭和30年代には年10%以上の観光客数増加を示すようになった。1958年（昭和33年）に東海道新幹線の建設が承認され、翌1959年（昭和34年）に工事が始まり、新幹線開業によってさらなる観光客の増加が見込まれたことで熱海モノレール計画が持ち上がった。
1962年（昭和37年）4月17日、東邦観光開発株式会社が熱海駅 - ロープウェイ乗り場間を結ぶ区間を地方鉄道法に基づき跨座式鉄道の敷設免許を申請した。
これとは別に、同年5月1日に日本高架電鉄（現・東京モノレール、法人格上は現・ロジスティード）や日立製作所などが出資して熱海モノレール株式会社が設立され、社長に日本高架電鉄副社長の城戸久、会長に日本高架電鉄社長の犬丸徹三が就任した。
同年5月7日、熱海モノレールも熱海駅前 - ロープウェイ前間の跨座式鉄道の敷設免許を申請している。
その後、運輸省（現在の国土交通省）は1963年（昭和38年）12月21日に東邦観光開発の申請を却下し、熱海モノレールに跨座式鉄道の敷設を許可した。

### 運行計画の内容
運輸省から免許が与えられた熱海モノレールの計画では営業区間2.07km。方式は日立アルヴェーグ式モノレールを採用。起点を熱海駅前に隣接する地下駅とし、90‰の下り勾配でトンネル区間、地上に出て熱海湾沿いを走行し終点のアタミロープウェイ乗り場まで走行する予定だった。
終点まで途中2か所に駅があり、共に海上での建設が予定された。1962年（昭和37年）の免許申請書類に添付されていた運転表によると運転時間帯は9 - 22時台と設定され、全線の所要時間と運行間隔共に5分で最高速度：55km/h（表定速度：30km/h）だった。車両は名鉄モンキーパークモノレール線MRM100・200形と同じ3両固定編成で定員195名と設定されていた。また、運賃は100円の均一運賃にする予定だった。その後、1965年（昭和40年）に起業目論見書記載事項の変更を申請し、少し陸地側に寄せたルート変更と駅の位置や駅の名称の変更と営業距離を2.07kmから1.84kmに変更が行われた。
なお、熱海モノレール会長兼東京モノレール社長の犬丸徹三は、将来的に東京モノレールを熱海まで延長し、熱海モノレールと接続させる意向を示していた。

### 計画中止になった背景
こうしてモノレール建設計画は始動したが、1950年（昭和25年）の熱海大火ののち、復興区画整理事業で駅前の交通の整備が行われた結果、渋滞で交通が麻痺し観光客や地元住民の生活にも支障を来すようになった。
そこで熱海市は駅前を通る道路を整備すると共に、モノレールの地下駅建設予定地を駅前広場地下から隣接地に計画された熱海第一ビル建設予定地の地下施設への変更を余儀なくされた。1965年（昭和40年）に熱海モノレールは1.84km部分のルートを少し陸地側に寄せ、駅の位置や駅の名称に関して起業目論見書記載事項の変更を申請した。1967年（昭和42年）3月31日に熱海第一ビルはモノレール駅を含む地下3階、地上9階の高層ビルとして完成したが、モノレール建設で完成したのは第一ビルの地下駅のみに留まり、その後全く進まなかった。この原因として「トンネル部の地質が複雑」「路線建設予定地だった海上部分が年間を通じてうねりが高く作業日数の制約を受けることになった」「トンネル工事によってトンネル建設ルート上の温泉源や厚生省（現在の厚生労働省）が所有する水源に悪影響が及ぶことを恐れて関係する地権者が難色を示した」「熱海モノレールの株主だった東京モノレールが開業後に経営が悪化し資金調達が難しくなった」ことにあるといわれている。
本格的な工事に着手できないまま、1964年（昭和39年）11月12日と1965年（昭和40年）11月30日に工事施行認可申請期限の延長を申請したが、着工に向けての動きは見られず、モノレール建設計画は消滅した。

### 計画中止後の遺構
熱海モノレール計画の名残を残す建築物は熱海第一ビルに建設されたモノレール駅のみである。ビルの所有者とモノレール駅の所有者が別のため、入り口は現在に至るまで完全に封鎖され一般には公開されていない。バブル期に現在のモノレール駅所有者が熱海湾に会議場付きの客船を係留し、そこへのアクセスのためにモノレール駅を譲り受けたが、バブル崩壊後、その計画も立ち消えとなった。今も駅は封印された状態で、その詳細は不明である。

## 路線データ
- 路線距離（営業キロ）：旧ルート2.07km・新ルート1.84km
- 方式：跨座式（日立アルヴェーグ式）
- 駅数：4駅（起終点駅を含む）
- 複線区間：全線（なお、起点のモノレール熱海駅は1965年の計画変更にともない駅構内は単線）
- 電化方式：不明
- 閉塞方式：不明
- 最高速度：55km/h（表定速度：30km/h）

## 駅一覧
変更前の旧ルート
熱海駅前 - 海上ホテル前 - 糸川 - ロープウェイ前
変更後の新ルート
モノレール熱海 - 銀座 - 公園前 - 熱海港